# Río Chepo
Der Río Chepo ist ein Fluss in Panama in der Provinz Panamá, der in den Pazifischen Ozean mündet.

## Verlauf
Teile des Oberlaufs werden auch Río Bayano genannt, die Teilung entstand durch den Bau des Bayano-Dammes. Der Oberlauf verläuft um die San-Blas-Berge in der Nähe der Karibik, wo er die Majè- und Darien-Berge entwässert. Im Unterlauf fließt der Río Mamoní in den Río Chepo. Mit einer Länge von 206 km ist er der drittlängste Fluss Panamas.